# Brauhausgasse (Weimar)
Die Brauhausgasse liegt zwischen der Schützengasse und dem Frauenplan/der Frauentorstraße in der Weimarer Altstadt. Benannt ist sie nach der Deinhardt’schen Brauerei. Die Straße hieß vorher Theinerts Gässchen, ab 1840 Deinhardtsgasse und ab 1954 Brauhausgasse. Dort befindet sich mit der Hausnummer Brauhausgasse 17 ein zur Brauerei gehöriges Wohn- und Geschäftshaus und ein Teil der Brauerei selbst. Zur einstigen Deinhardt’schen Brauerei gehörten auch Gebäude in der Schützengasse und auch in der Steubenstraße. Die in der Brauhausgasse befindlichen Gebäude der einstigen Brauerei werden von der Bauhaus-Universität genutzt. Die Brauhausgasse 10 ist ein Hotel mit Restaurant, welches Bernstorffsches Haus genannt wurde.
Der wohl berühmteste Bewohner dieses Straßenzuges, dessen Wohnhaus Brauhausgasse 13 noch heute steht, war Johann Peter Eckermann, einer der Freunde Goethes.
Die gesamte Brauhausgasse steht auf der Liste der Kulturdenkmale in Weimar (Sachgesamtheiten und Ensembles). Die erwähnten Gebäude stehen zudem auf der Liste der Kulturdenkmale in Weimar (Einzeldenkmale). Auch das Bernstorffsche Haus mit Hausnummer 10 steht unter Denkmalschutz ebenso wie Haus Brauhausgasse 2, das bis zur Schillerstraße reicht, worin sich ein Cafe befindet.
siehe auch: Riesenstuhl (Weimar)

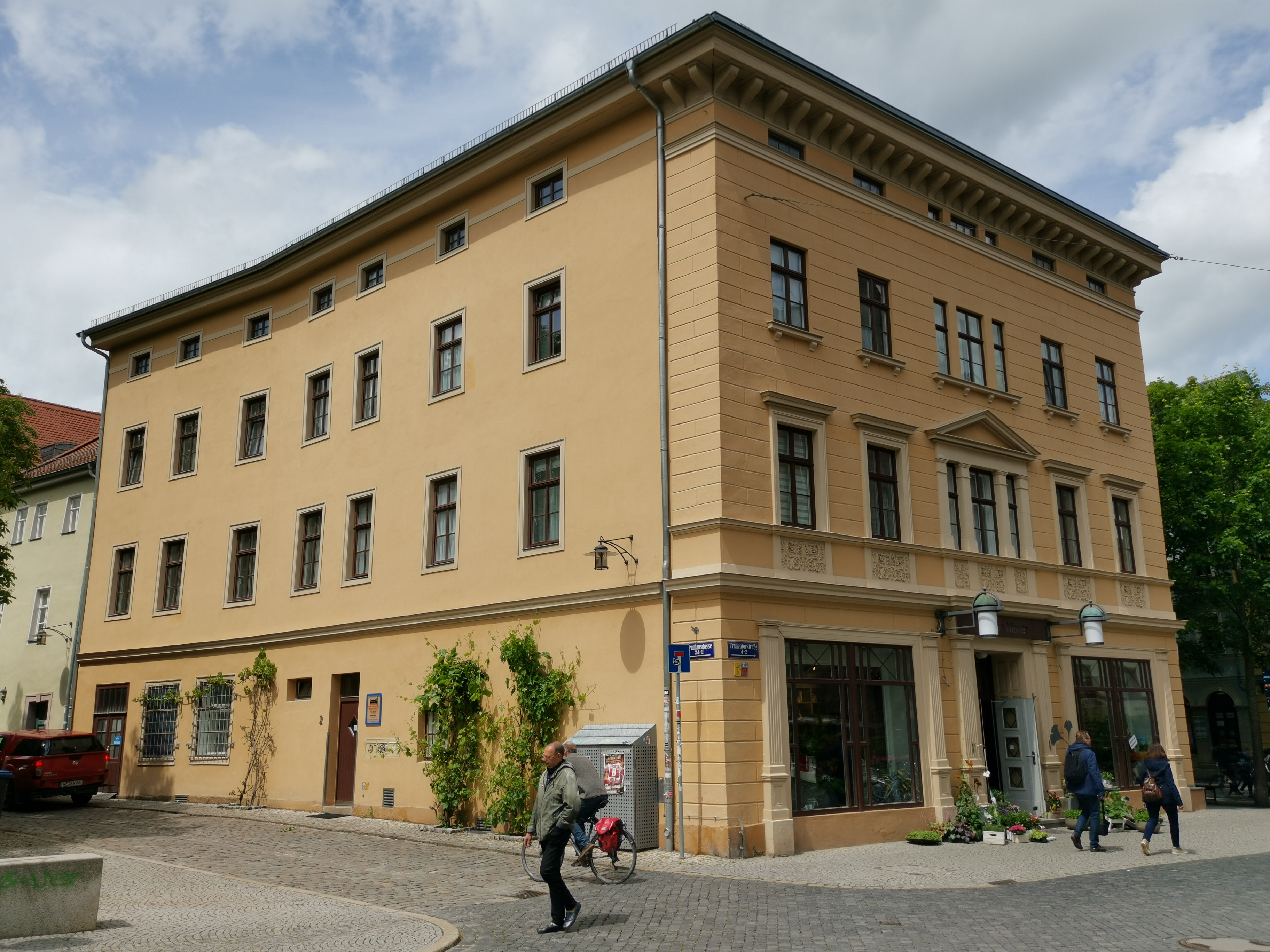
Brauhausgasse 2
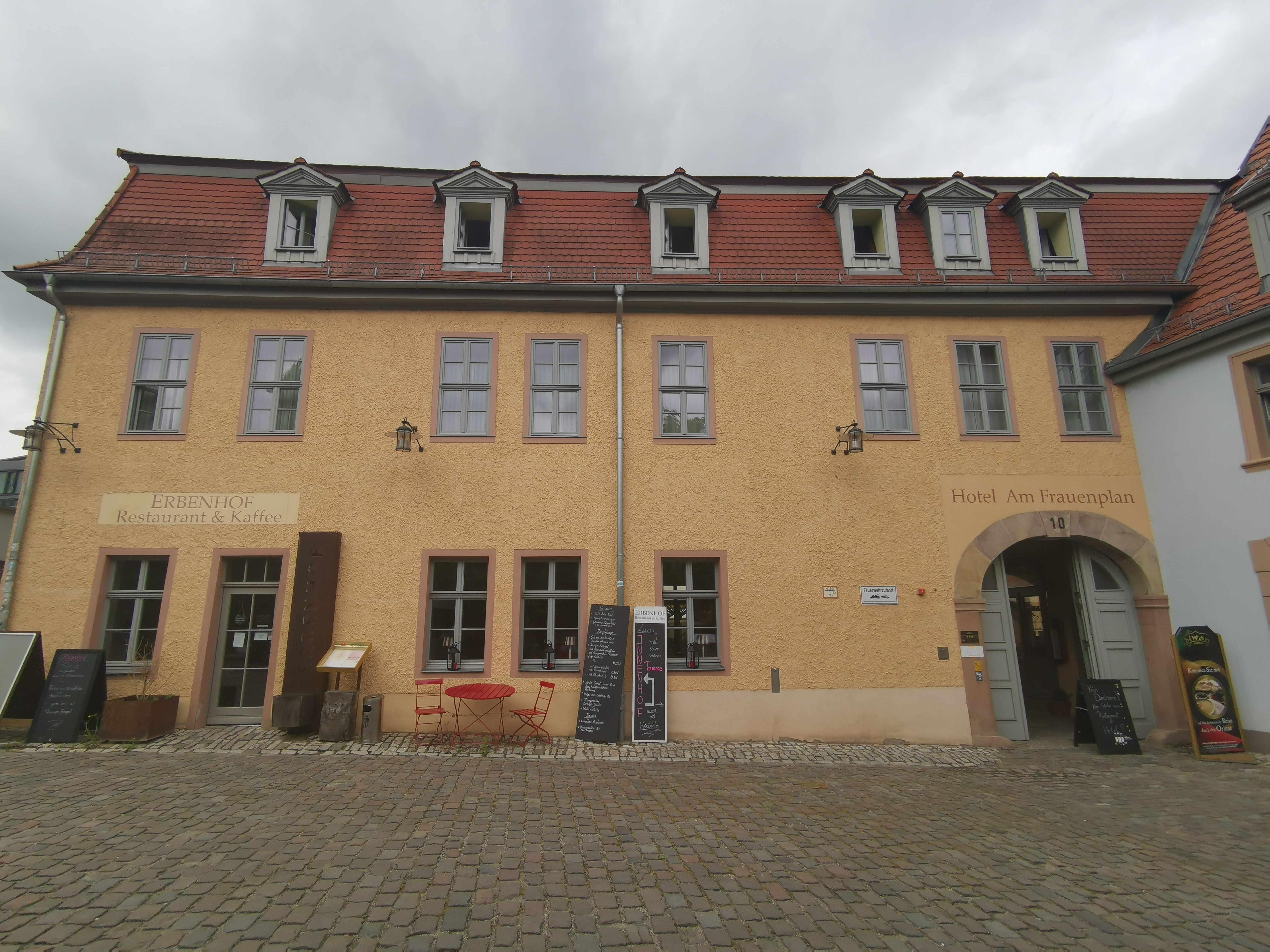
Brauhausgasse 10
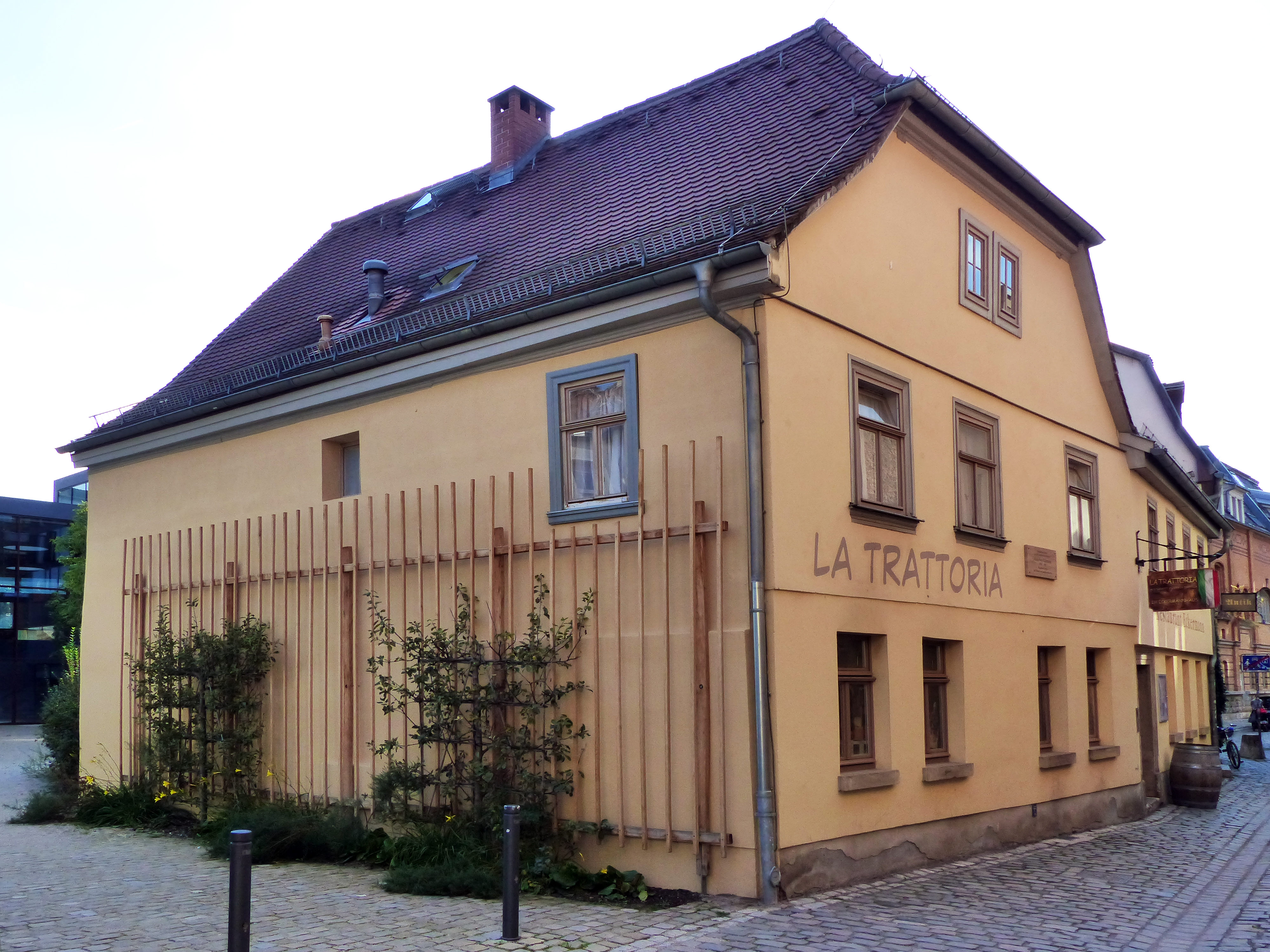
Eckermann-Haus Brauhausgasse 13
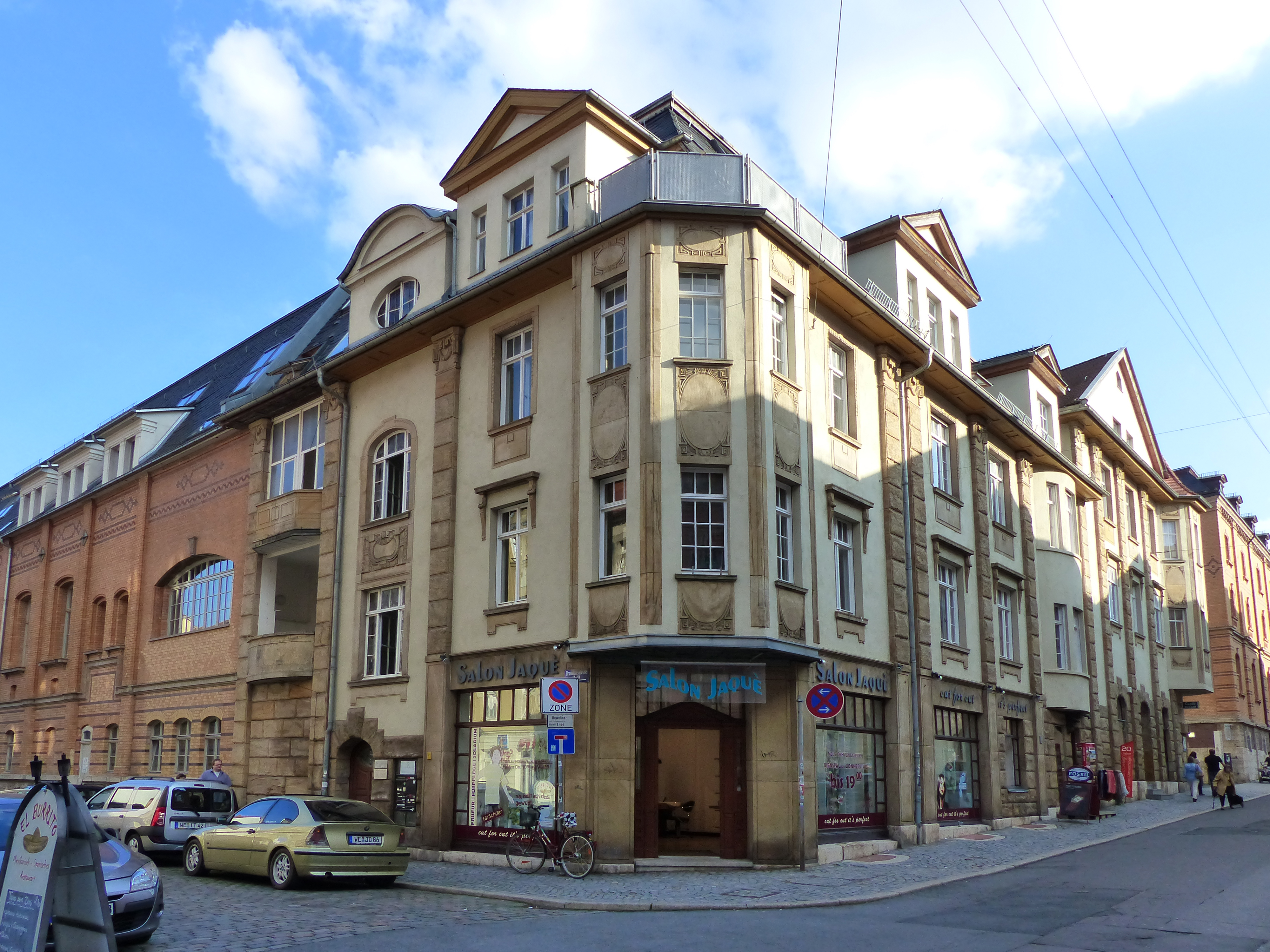
Brauhausgasse 17